# Krishna Bahadur Basnet
Krishna Bahadur Basnet (ur. 17 listopada 1959) – nepalski lekkoatleta (maratończyk), olimpijczyk.
Uczestnik igrzysk w Seulu (1988). W Korei Południowej uzyskał 85. wynik na 98 sklasyfikowanych zawodników (2:47:57).
Podczas igrzysk w Seulu pełnił funkcję chorążego reprezentacji Nepalu podczas ceremonii otwarcia. Służył w nepalskiej armii.
Rekord życiowy w maratonie – 2:25:48 (1996).